# WordGirl (série de desenho animado)
WordGirl (Brasil: Garota Supersábia / Portugal: Super Sabina) é uma série de desenho animado infantil televisiva produzida em Flash produzida pela Soup2Nuts para a rede de televisão pública estadunidense PBS. A série começou a ser exibida como uma série de curtas intitulada The Amazing Colossal Adventures of WordGirl, que estreou no bloco PBS Kids Go! em 10 de novembro de 2006. O segmento foi então dividido em uma série animada de trinta minutos que estreou em 3 de setembro de 2007 na maioria das estações membros da PBS. Todas as quatro temporadas de episódios completos têm cada uma vinte e seis episódios, enquanto a série anterior de curtas teve trinta. Em dezembro de 2014, a maioria das afiliadas da PBS nos Estados Unidos pararam de transmitir o desenho animado na televisão estadunidense.
No Reino Unido, o desenho animado foi transmitido pela TV aberta pela BBC Two entre 2006 e 2010 e pela CBBC entre 2010 e 2014. No Brasil, a série foi transmitida apenas na TV paga, no canal Discovery Kids em 2009. Em Portugal, foi transmitida pela RTP2.[carece de fontes?]
A série foi criada para crianças de 4 a 9 anos.

## Sinopse
A série acompanha as aventuras da Garota Supersábia (no original, Becky Botsford), uma menina da quinta série que luta contra o crime estimulando o uso do vocabulário. Rita Bastos, a Garota Supersábia, chegou à Terra quando sua nave caiu, juntamente com seu macaco, o Capitão Caretas (Captain Huggy Face) Assim como os super-heróis clássicos, a Garota Supersábia também é muito forte, mas conta com a vantagem adicional de possuir um enorme vocabulário. Sua família e seus amigos desconhecem totalmente sua identidade, ela luta para combater o mal e defender a cidade de uma série de vilões.

## Personagens principais
Garota Supersábia (português brasileiro) ou Super Sabina (português europeu): A Garota Supersábia é a heroína na cidade em que vive. Sempre no início de cada episódio ela é derrotada pelos vilões que enfrenta, mas no final do episódio, se fortalece para a batalha final e derrota o vilão. Pode envergar o aço e voar a velocidade da luz, além de ensinar sempre dois vocábulos fantásticos em cada episódio.
Rita Bastos: Como todo super-herói, a Garota Supersábia também tem uma identidade secreta. Quando não está de uniforme, ela é simplesmente Rita Bastos, uma menina legal e decidida. Em cada episódio, quando Rita vê algum vilão roubando a cidade, ela se transforma na Garota Supersábia. Esconde uma paixão secreta por seu amigo Zé Furão.
Bob/Capitão Caretas (português brasileiro) ou Júlio/Capitão Comilão (português europeu): Bob é um chimpanzé da familía Bastos. Sempre fica ao lado de Rita, e quando algum vilão ataca a cidade, Ele se transforma num super-herói e ajudante da Garota Supersábia, conhecido como Capitão Caretas. Salvou Supersábia em alguns episódios e em outros chegou a derrotar vilões.
Doutor Cuca Dupla: O Doutor Cuca Dupla é um cientista maluco que acidentalmente fundiu seu cérebro com o de um rato. Desde então, o Doutor Cuca Dupla virou um vilão obcecado por queijo e também sempre soltando gargalhadas. No episódio "Mechana-Rato", o vilão faz um robô que derrota a Garota Supersábia e o Capitão Caretas duas vezes. Mas ela percebe a fraqueza no robô e o Capitão Caretas o derrota.
Chico, o malzão do Sanduba (português brasileiro) ou Chico Mauzão (português europeu):Chico é um vilão que tem poderes especiais em seu sanduíche. É poderoso e obcecado por sanduíche.Já que as pessoas não querem saber do sanduíche de Chico, o vilão assalta vários lugares (principalmente super-mercados) para mostrar o poder de seu sanduíche.
Vovó Ira: Vovó Ira é uma perigosa idosa que, apesar de sua idade, tem várias artimanhas para enganar as pessoas e roubá-las. É muito confiante em que vai derrotar a Garota Supersábia, mas no final é sempre desmascarada. Em um episódio, Vovó Ira jogou a população contra a Garota Supersábia, mas então descobriu-se que ela roubava joias.
Teodoro Tobias III:Tobias é um garoto gênial que inventa coisas para destruir a cidade e mostrar que é mais inteligente do que a Garota Supersábia. Esconde uma paixão secreta pela superheroína.
Senhor Grandão: Grandão é um malvado homem de negócios que quer usar o poder da mente para controlar a cidade.
Tiago Bastos: Tiago é o pai adotivo de Rita e é atrapalhado.
Sílvia Bastos: É a mãe adotiva de Rita.
Violeta: Violeta é a melhor amiga de Rita.
Tomé Bastos: Tomé é o irmão adotivo de Rita, mas filho biológico de Silvia e Tiago. Normalmente é agitado. Tem 7 anos e é presidente e fundador do fã-clube da Garota Supersábia.
Zé Furão: Zé Furão é responsável pelas manchetes do jornal da escola. É amigo de Rita Bastos.
Punhos: Punhos é uma criatura que se une a Chico, o Malzão do Sanduba no episódio "Um Parceiro na Garganta", mas não faz o que seu chefe quer. Também se inscreve para ser suplente do Dr. Cuca dupla, mas não foi escolhido. Tem um "vicio de linguagem" que faz com que ele troque a maioria das palavras pela expressão "arrasso" e é provido de grande força física.

## Lista de episódios

### Primeira Temporada
| Nº | Nome                                 |
| -- | ------------------------------------ |
| 01 | O Raio Encolhedor                    |
| 02 | Tobias na Loja de Departamentos      |
| 03 | Chico                                |
| 04 | Abaixo a Palavra                     |
| 05 | A Loucura dos Cupons                 |
| 06 | Se a Vida lhe der Batatas...         |
| 07 | A Menina Mimada                      |
| 08 | A Babá Vovó                          |
| 09 | Loucos por Bingo                     |
| 10 | A Balada de João Limpão              |
| 11 | As Bonecas do Sr. Grandão            |
| 12 | Bisavó Ira                           |
| 13 | Dona Redundância                     |
| 14 | Um Jogo de Gato e Rato               |
| 15 | Não se Esmaga a Prefeitura           |
| 16 | Uma estrada de Cuca Dupla            |
| 17 | Estraga-Festas do Pijama             |
| 18 | Lições de Fila com Dona Redundância  |
| 19 | Cuca Dupla Esquece Mais              |
| 20 | Banidos                              |
| 21 | A Obra Prima de Tobias               |
| 22 | Chico, o Bonzão do lápis             |
| 23 | Um Supercastigo                      |
| 24 | Exército de Ratos                    |
| 25 | Um Parque de Arrasar                 |
| 26 | Chico Trabalha                       |
| 27 | Uma Carne Muito Fofinha              |
| 28 | As Palavras Grandes do Sr. Grandão   |
| 29 | Pricesa Triana e o Ogro de Castlebum |
| 30 | Onda de Calor, Onda de Crime         |
| 31 | A Estreia da Princesinha             |
| 32 | Onde Está o Caretas?                 |
| 33 | Tobias ou Consequência               |
| 34 | Roubo de Altas Calorias              |
| 35 | Chico Espirro                        |
| 36 | Uma Troca de Carne                   |
| 37 | O Perfume Milagroso da Vovó Ira      |
| 38 | Mecanorrato                          |
| 39 | Ratozila                             |
| 40 | A Escola de Vilões                   |
| 41 | Vovó é Prefeita                      |
| 42 | Tobias, o Bonzinho                   |
| 43 | Um Voto Para Rita                    |
| 44 | Uma Aula de Primeira                 |
| 45 | Dia de Campo com Robô-Tobias         |
| 46 | Doutor Cuca Dupla Dança              |
| 47 | O Mascarado                          |
| 48 | Mundo dos Sanduíches                 |

### Segunda Temporada
| Nº | Nome                                 |
| -- | ------------------------------------ |
| 01 | Nocan, o Contra                      |
| 02 | Pela Minha Própria Carne             |
| 03 | O Dia das Bruxas de Tobias           |
| 04 | Escapando do Arraso                  |
| 05 | O Quarteto Cuca Dupla                |
| 06 | O Grande Pulo do Grandão             |
| 07 | O Lado Errado da Lei (Parte 1)       |
| 08 | O Lado Errado da Lei (Parte 2)       |
| 09 | Quem é Dona Questão?!                |
| 10 | Chico Merendeira                     |
| 11 | Dia dos Opostos                      |
| 12 | O Clube do Livro da Vovó             |
| 13 | Supersábia Comete um Erro! (Parte 1) |
| 14 | Supersábia Comete um Erro! (Parte 2) |